# Nikolaj Ivanovič Kiselëv
Nikolaj Ivanovič Kiselëv (in russo Николай Иванович Киселёв?; Kinešma, 29 novembre 1946) è un allenatore di calcio ed ex calciatore sovietico, di ruolo centrocampista.

## Biografia sportiva

### La carriera come calciatore
Da giovane giocava a Kinešma dove iniziò a giocare con la squadra di calcio di Kinešma "Tomna". La squadra principale della regione è la Futbol'nyj Klub Tekstilščik Ivanovo ma lui non vi entrò. Al termine degli studi si trasferì a Sjevjerodonec'k invitato dall'allenatore Evgenij Pestov per giocare con la squadra "Chimik". Nel 1967 passa alla squadra di Lugansk "Zarja" dall'allenatore Evgenij Gorjanskij. 
Più tardi dei conoscenti raccomandarono Kiselëv a Nikita Simonjan allenatore della Futbol'nyj Klub Spartak Moskva, il quale lo invitò a Mosca dapprima giocando da difensore e poi da centrocampista e in questa formazione è diventato campione e vincitore della coppa dell'Unione Sovietica. Giocò 14 partite per la nazionale sovietica (1969-1971) e partecipò alla coppa del mondo del 1970. 
Per colpa di un infortunio alla schiena la sua carriera si rivelò di breve durata.

### La carriera come allenatore
Debuttò come allenatore nel 1984 per la squadra bielorussa "Gomsel'maše" con la quale conquistò il quinto posto nella classifica delle migliori squadre nella storia dei campionati dell'URSS. Per motivi familiari si trasferì poi a Lipeck dove per un anno lavorò con la squadra locale "Metallurg". Successivamente fece un breve viaggio di lavoro a Samarcanda. 
Nel 1989 andò a lavorare come allenatore negli Emirati Arabi Uniti dove tra il 1989 e il 1993 lavorò come direttore tecnico e come allenatore tra il 1994 e il 1995. Non diventò capo allenatore poiché il club per cui lavorava non volle firmare un contratto secondo le sue condizioni. 
Nel 1996 tornò in Russia per la posizione di capo allenatore della squadra di Saratov "Sokol". Nel 2010 diventò il capo allenatore della squadra "Orël" ma alla fine della stagione del 2010 fu licenziato.

## Palmarès

### Giocatore

#### Competizioni nazionali
- Campionato sovietico: 1

Spartak Mosca: 1969
- Coppa dell'URSS: 1

Spartak Mosca: 1971